# 斯妲特拉二世
斯妲特拉二世（希臘語：Στάτειρα；?—前323年），也可能名叫巴耳馨。她是波斯阿契美尼德王朝公主，國王大流士三世和王后斯妲特拉一世的女兒。在伊蘇斯戰役父王被亞歷山大大帝擊敗後，她和她的家人都被馬其頓人俘虜，但受到良好照顧。在前324年亞歷山大於蘇薩集體婚禮娶了斯妲特拉二世作為他的王后，同時亞歷山大也娶了另一位波斯公主帕瑞薩娣絲二世。亞歷山大於前323年逝後，另一位王后羅克珊娜隨即殺了斯妲特拉。

## 名字
學者間對於她的名字有許多爭論，因在蘇薩集體婚禮上古羅馬歷史學家阿里安稱她為巴耳馨。近代學者威廉·伍德霍普·塔恩（William Woodthorpe Tarn）斷言她的官方名字就是巴耳馨，但通常都被人們稱為斯妲特拉。塔恩也舉了其他有關她名字混淆的例子，表示在前三世紀末一些故事常把大流士三世之女斯妲特拉的名字與羅克珊娜之名混淆。她與羅德島的門農之妻巴耳馨並不是同一個人。

## 早年
斯妲特拉是波斯國王大流士三世的長女，母親也叫斯妲特拉。她的雙親經常被形容英俊或美麗，因此學者塔恩推測斯妲特拉以公主而言，可以貨真價實被稱為容姿端麗。斯妲特拉出生年份不清楚，不過在前333年她已在適婚年齡，並且大流士準備把斯妲特拉許配給波斯貴族馬扎亞斯，成為他的未婚妻。
後來馬其頓國王亞歷山大大帝率領馬其頓、希臘聯軍入侵波斯帝國，斯妲特拉的父王大流士三世組成一支大軍親自領軍去對抗，並把家眷和重要波斯顯貴成員一同攜往，公主斯妲特拉也在其中。但在前331年11月波斯軍在伊蘇斯戰役慘遭大敗，大流士被迫拋棄家室落荒而逃，而斯妲特拉在內的王室成員都被馬其頓軍所俘虜。然而，亞歷山大並沒有無禮地對待波斯王室婦女，在亞歷山大的命令下斯妲特拉和祖母西緒甘碧絲、母親、妹妹德莉比娣絲等都受到良好照顧，並且維持原本高貴的社會地位。

## 與亞歷山大結婚
接下來兩年，斯妲特拉和她的家族被迫跟隨亞歷山大的遠征軍行動，而她的母親斯妲特拉一世也在這段期間因難產而逝世，於是她的祖母西緒甘碧絲便成為她的監護人。其間，大流士三世多次遣使與亞歷山大商談贖回家人，但都被亞歷山大拒絕。後來大流士甚至願意正式把斯妲特拉嫁給亞歷山大，並放棄當前亞歷山大所奪取的領土所有權來換取戰爭結束以及家人釋回，但這也都被亞歷山大回絕。亞歷山大甚至對使者說他不要只獲得波斯帝國國土的一部分，他要全部。並提醒大流士三世不管大流士同不同意婚事，斯妲特拉現在是他俘虜，只要他有意願他就可以娶。
亞歷山大在高加米拉戰役決定性擊敗大流士後，前330年亞歷山大讓斯妲特拉和其王族成員安置在蘇薩，並命人教導她希臘語。歷史學者Elizabeth Donnelly Carney推測亞歷山大在這個時候就有意迎娶斯妲特拉，並事先讓斯妲特拉準備她未來身份和生活。前324年斯妲特拉自從被俘也過了七個年頭，亞歷山大自遠征印度後返回蘇薩，他在當地舉辦榮重盛大的蘇薩集體婚禮迎娶斯妲特拉二世和另一位波斯公主帕瑞薩娣絲二世（先任波斯國王阿爾塔薛西斯三世之女）。婚禮共舉行五天，其中90對馬其頓和希臘人也娶其他波斯貴族女子。亞歷山大也為他重要部將安排親事，其中斯妲特拉的妹妹德莉比娣絲嫁給亞歷山大最信任的夥友赫費斯提翁。無論如何，亞歷山大迎娶波斯公主一事在征服者之中相當常見，征服者常會迎娶被擊敗者的遺孀或女兒來穩固統治。亞歷山大透過這場聯姻也把自己與阿契美尼德王室聯繫起來。
隔年前323年斯妲特拉的新婚生活並沒有過得很久，亞歷山大在巴比倫劇逝，他的劇逝立即造成帝國政治陷入動盪。亞歷山大第一位王后羅克珊娜為了保住自己和兒子亞歷山大的地位，夥同帝國攝政佩爾狄卡斯殺了斯妲特拉二世，來剷除可能的對手，無論那時斯妲特拉是否懷孕或是宣稱已經懷孕。另外根據普魯塔克記載，羅克珊娜同時也殺了斯妲特拉的妹妹德莉比娣絲。但學者Carney認為這是普魯塔克誤記，因為德莉比娣絲比較沒有威脅性，被殺的應該是另一位亞歷山大王后帕瑞薩娣絲二世。

## 繪畫

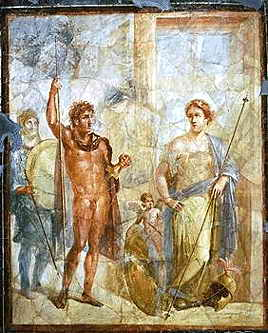
一幅龐貝的壁畫，描繪亞歷山大和一名女子，她可能是斯妲特拉二世。

在義大利龐貝遺址中挖掘到一幅壁畫，斯妲特拉可能就在其中。該壁畫上一名裸體戰士僅披著紫色的馬其頓式披風，可能是亞歷山大大帝。畫側右邊是一名頭戴王冠的女子，手持著權杖。學者間認為那女子可能是斯妲特拉二世，不然就是羅克珊娜。

## 腳注
1. ↑  Tarn (2002), p. 334.
2. ↑  Tarn (2002), p. 335.
3. 1 2 3 4  Carney (2000), p. 108.
4. 1 2  Tarn (2002), p. 336.
5. 1 2 3  Carney (2000), p. 109.
6. 1 2 3 4  Carney (2000), p. 110.
7. ↑  O'Brien (2005), p. 197.
8. ↑  O'Brien (2001), p. 197.
9. ↑  Stewart (1993), p. 186.

## 外部連結
- Pothos.org - Stateira, mother and daughter
- Livius.org - Barsine/Statira （页面存档备份，存于）